# Gare de Kizu (Kyōto)
La gare de Kizu (木津駅, Kizu-eki) est une gare ferroviaire localisée à Kizugawa, dans la préfecture de Kyoto au Japon. La gare est exploitée par la JR West.
La gare est le point de jonction entre la ligne Yamatoji (ligne principale Kansai), la ligne Nara et la ligne Katamachi (ligne Gakkentoshi). 

## Situation ferroviaire
La gare de Kizu est située au point kilométrique (PK) 126,9 de la ligne principale Kansai (PK 6,0 de la ligne Yamatoji). Elle marque la fin de la ligne Nara et le début de la ligne Katamachi.

## Histoire
La gare est inaugurée le 13 mars 1896.

## Services aux voyageurs

### Accès et accueil
La gare dispose d'un bâtiment voyageurs, avec guichet, ouvert tous les jours.

### Desserte

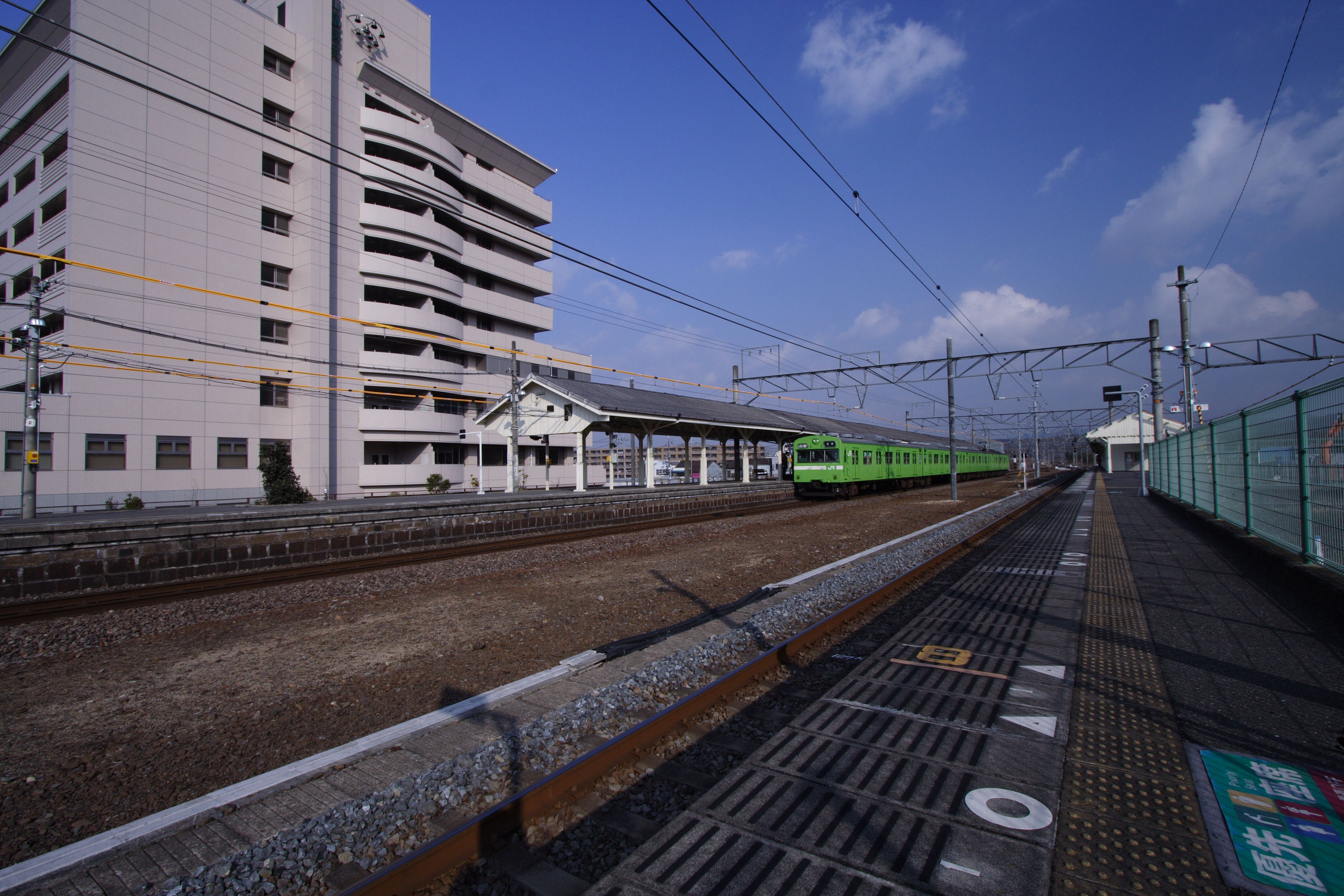
Vue des quais de la gare

Les trains de la ligne Gakkentoshi s'arrêtent ici, alors que les trains de la ligne Nara continuent sur la ligne Yamatoji jusqu'à Nara.
Tous les trains régionaux de la ligne Nara s'arrêtent à la gare de Kizu.
- Local (普通 Futsu)
- Regional Rapid Service (区間快速 Kukan-kaisoku)
- Rapid service (快速 Kaisoku)
- Miyakoji Rapid Service (みやこ路快速 Miyakoji-kaisoku)

La gare de Kizu dispose de deux quais centraux.
| 1 | ■Ligne Gakkentoshi          | pour Shijōnawate, Kyōbashi et Kitashinchi pour Nara |  |
| 2 | ■Ligne Yamatoji             | de Kamo (Corresponsance pour Kameyama)              |  |
| 2 | ■Ligne Nara                 | pour Uji et Kyoto                                   |  |
| 3 | ■Ligne Yamatoji ■Ligne Nara | pour Nara, Tennoji et Osaka                         |  |
| 4 | ■Ligne Yamatoji             | pour Nara, Tennoji et Osaka                         |  |

## Gares/Stations adjacentes

### Ligne Nara
| Direction Kyoto |  | JR West Ligne Nara                                         |  | Direction Nara |
| Kamikoma        |  | Local 普通 Futsū                                           |  | Narayama       |
| Kamikoma        |  | Regional Rapid Service 区間快速 Kukan-kaisoku              |  | Narayama       |
| Tamamizu        |  | Rapid Service 快速 Kaisoku                                 |  | Nara           |
| Tamamizu        |  | Miyakoji Rapid Service みやこ路快速 Miyakoji Rapid Service |  | Nara           |

### Ligne Yamatoji
| Direction Kamo |  | JR West Ligne Yamatoji                             |  | Direction JR Namba |
| Kamo           |  | Local 普通 Futsū                                   |  | Narayama           |
| Kamo           |  | Direct Rapid Service 直通快速 Chokutsū kaisoku     |  | Narayama           |
| Kamo           |  | Rapid Service 快速 Kaisoku                         |  | Narayama           |
| Kamo           |  | Yamatoji Rapid Service 大和路快速 Yamatoji kaisoku |  | Narayama           |

### Ligne Gakkentoshi
| Direction Kyōbashi |  | JR West Ligne Gakkentoshi                     |  | Direction Kizu            |
| Nishi-Kizu         |  | Local 普通 Futsū                              |  | Terminus                  |
| Nishi-Kizu         |  | Regional Rapid Service 区間快速 Kukan-Kaisoku |  | Narayama (Ligne Yamatoji) |
| Nishi-Kizu         |  | Rapid Service 快速 Kaisoku                    |  | Narayama (Ligne Yamatoji) |